# Rassandogo
Rassandogo est une localité située dans le département de Tangaye de la province du Yatenga dans la région Nord au Burkina Faso.

## Géographie
Rassandogo se trouve à environ 12 km au nord-ouest de Tangaye, le chef-lieu du département, à 2 km à l'est de Pella-Tibitiguia et à 20 km au nord-ouest du centre de Ouahigouya.

## Santé et éducation
Le centre de soins le plus proche de Rassandogo est le centre de santé et de promotion sociale (CSPS) de Pella-Tibitiguia tandis que le centre hospitalier régional (CHR) se trouve à Ouahigouya.